# 威廉·馮·泰格霍夫
威廉·馮·泰格霍夫（德語：Wilhelm von Tegetthoff，1827年12月23日—1871年4月7日）是一名奥地利海军上将，在1864年的第二次石勒苏益格战争和1866年的奥普战争中指挥奥地利北海舰队。由于他在战术上的创造性、指挥能力，他常被一些奥地利历史学家认为是19世纪最出色的海军指挥官之一。

## 主要战绩
泰格霍夫在1866年5月9日受命担任奥地利主力舰队统帅。1866年7月16日，意大利为了挽回陆地上的败局决定派出舰队攻击利萨的奥地利海军基地。泰格霍夫在7月20日遭遇意大利舰队，并旋即决定直捣意大利舰队的中央，以便使用冲撞战术来弥补奥地利海军在火力上的劣势。蒸汽战舰排放的浓烟使海面能见度严重下降，因此奥地利舰船的第一轮冲击错过了意大利舰队。调整航向之后，泰格霍夫下令再次冲击意大利舰队。第二轮冲击成功引燃了两艘意大利铁甲舰，并击伤意大利舰船若干。
泰格霍夫的旗舰“费迪南·麦克斯大公”撞沉了意大利铁甲舰“意大利国王”号之后，意大利舰队仓皇而逃。泰格霍夫凯旋回到普拉港。然而，泰格霍夫在利薩海戰的胜利对扭转战局无补于事。意大利的盟友普鲁士在陆地上获得了决定性的胜利，同时为意大利在谈判中争取到更有利的条件。